# Vitória Régia (sítio arqueológico)
O Sítio Vitória Régia é um sítio arqueológico localizado no município de Canindé de São Francisco, no estado de Sergipe. Foi identificado e escavado durante o Projeto Arqueológico de Xingó, desenvolvido antes da construção da Usina Hidrelétrica de Xingó. Originalmente composto por três sítios (Porto Belo I, II e III), tem datação de 2240 anos antes do presente.

## Contexto
O sítio estava localizado na fazenda do mesmo nome, num terraço fluvial plano localizado a cerca de 8 metros acima da confluência entre o Rio São Francisco e o riacho Portão. A vegetação era composta por pau-ferros, juazeiros e angicos . 

## Escavações
Entre 1990 e 1994, quatro sítios (Vitória Régia I, II, III e IV) foram escavados numa área total de 330m², em até dezessete níveis de 20cm de profundidade. Entre os vestígios, foram encontradas peças líticas, cerâmica e ossos de fauna . Em 2005, os quatro locais foram reinterpretados como um único sítio . 
O material faz hoje parte do acervo do Museu de Arqueologia de Xingó .

## Interpretações
A primeira ocupação do sítio está inserida na Fase 4 . A datação foi obtida por termoluminescência num fragmento cerâmico situado a 90 centímetros de profundidade . 
A análise do material permite também identificar um aumento da densidade nos níveis superiores, indicando um uso mais intenso nos períodos mais recentes. Num estudo sobre a técnica de produção de 677 fragmentos, observe-se que a maioria das peças tem sido realizadas por modelagem de argila, seguida por acordelamento .
Duas peças apresentam furo, indicando que teriam sido adaptadas para cestaria, para suspensão, ou utilizadas como peso de rede. A semelhança com a cerâmica Xocó é apontada, como no sítio Porto Belo.